# Barreja
La barreja es una bebida consistente en una mezcla de aguardiente y de vino. La barreja más popular es aquella que se elabora a base de moscatel y anís, que se mezclan a partes iguales directamente en un vaso pequeño. Es una bebida típica valenciana, tomándose en su día para las frías mañanas de la recogida de la naranja. También se puede preparar con moscatel y brandy, vino rancio y anís o mistela. No existe acuerdo alguno en el punto si el anís debe ser seco o dulce. Se solía beber antes de desayunar, especialmente para hacer pasar el frío. Este acompañamiento del primer café de la mañana fue incorporado por los trabajadores inmigrantes Valencianos que solían ser temporeros de la Naranja. Ahora, no obstante, está siendo sustituida por el carajillo o el trifásico.

## En la Patum de Berga
Junto con el mau-mau, la barreja (sobre todo en la versión elaborada con moscatel y anís) es una de las bebidas típicas de la Patum de Berga. Tradicionalmente, tanto particulares como establecimientos de restauración elaboraban su propia barreja, pero en el año 2010, el Patronato de la Patum reconoció una barreja oficial fabricada por una destilería local, y ahora la venta de este producto ayuda a financiar la fiesta. La barreja se solía servir muy fría, pero en el año 1989, el Ayuntamiento de Berga ordenó que se sirviera a temperatura ambiente, ya que la frescura disimula el contenido de alcohol de la bebida.